# Karaçica
Karaçica (albanska: Karaçica, serbiska: Karačica ) är en by i Kosovo. Den ligger i kommunen Komuna e Shtimes. Enligt den senaste folkräkningen år 2011 fanns det 7 invånare.

## Demografi
| Demografi | 2011 |
| --------- | ---- |
| albaner   | 7    |